# Berberis montana
Berberis montana är en berberisväxtart som beskrevs av C. Gay. Berberis montana ingår i släktet berberisar, och familjen berberisväxter. Inga underarter finns listade i Catalogue of Life.